# 植草一秀
植草一秀（1960年12月18日—），出生於日本东京都，日本经济学家暨经济评论家，曾經擔任早稻田大学研究所教授、三国研究院有限公司总经理、前名古屋商科大学客座教授，因為兩宗冤獄事件而备受争议。

## 经历
植草在1983年东京大学经济系毕业后进入野村综合研究所工作。在1985年7月，他在财务省成为货币及财政部研究员，于1991年6月成为京都大学经济研究中心的助理教授，于1993年10月成为史丹福大学胡佛战争、革命与和平研究所荣誉研究员，于2002年4月成为野村综合研究所高级经济师，以及于2003年3月于早稻田大学研究院担任教授一职。他亦成立三国研究院有限公司（Three-Nations Research Institute Co. Ltd），并于2005年4月1日成为该公司主席。他在2006年4月于名古屋商科大学商业研究院担任客席讲师，他的演讲主要关于“国家经济策略”。
除此之外，他亦在日本电视节目担任评论员。

## 冤狱事件
- 2004年4月8日，法官不顾检方该有的物据（录影纪录，指纹）的缺乏状况之下，专断植草因在JR品川站的电动扶梯利用手镜反光窥视女高中生的裙下而被逮捕[1][2][3][4][5][6][7]。
- 2006年9月13日，法官再度不顾检方该有的物据（录影纪录，指纹）的缺乏状况之下，（甚至在植草身上的被疑布料已被证明为不是植草本人的，而是该车站人员的。）法官单方面宣判植草在电车上触摸女学生身体，因此在同年9月27日植草被開除[1][2][3][4][5][6][7]。[1][2][3][4][5][6][7]